# 287 Nephthys
287 Nephthys eller A889 QA är en asteroid i huvudbältet som upptäcktes den 25 augusti 1889 av den tysk-amerikanske astronomen Christian H. F. Peters. Den fick senare namn efter Neftys, som i den egyptiska mytologin var hustru till Set, dotter till Nut, syster till Isis och moder till Anubis. 
Nephthys senaste periheliepassage skedde den 12 juli 2022. Asteroidens rotationstid har beräknats till 7,61 timmar